# Halle Flat
Halle Flat ist ein verhältnismäßig ebenes Hochplateau im ostantarktischen Viktorialand. In den Allan Hills liegt die Ebene unmittelbar südlich des Coxcomb Peak.
Erkundet wurde sie 1964 von einer Mannschaft, die im Rahmen des New Zealand Antarctic Research Program in den Allan Hills tätig war. Diese benannte sie nach dem schwedischen Paläobotaniker und Geologen Thore Gustaf Halle (1884–1964), der die bei der Schwedischen Antarktisexpedition (1901–1903) entdeckten pflanzlichen Fossilien studiert hatte, deren Auswertung 1913 zum wissenschaftlichen Bericht der Forschungsreise hinzugefügt wurde.